# Sommer-Paralympics 2008/Teilnehmer (Polen)
| stlisierte Goldmedaille | stlisierte Silbermedaille | stlisierte Bronzemedaille |
| ----------------------- | ------------------------- | ------------------------- |
| 5                       | 12                        | 13                        |

Polen war bei den Sommer-Paralympics 2008 mit etwa 85 Teilnehmern vertreten.
Fahnenträger beim Einmarsch der Mannschaft war der Leichtathlet Krzysztof Smorszczewski.
Die Teilnehmer errangen 5-mal Gold, 12-mal Silber und 13-mal Bronze. Die polnische Tischtennisspielerin Natalia Partyka war, neben der Südafrikanerin Natalie du Toit, eine der zwei Teilnehmerinnen, die bereits bei den Olympischen Sommerspielen 2008 gestartet waren.

## Medaillen

### Gold
| Name                       | Sportart       | Wettkampf                    |
| -------------------------- | -------------- | ---------------------------- |
| Joanna Mendak              | Schwimmen      | 100 Meter Freistil           |
| Natalia Partyka            | Tischtennis    | Einzel TT 10                 |
| Andrzej Zając/Dariusz Flak | Radsport       | Straßenrennen im Einzelstart |
| Katarzyna Pawlik           | Schwimmen      | 400 Meter Freistil           |
| Marcin Awiżeń              | Leichtathletik | 800 m                        |

### Silber
| Name                                                 | Sportart       | Wettkampf               |
| ---------------------------------------------------- | -------------- | ----------------------- |
| Paweł Piotrowski                                     | Leichtathletik | Speerwerfen             |
| Justyna Kozdryk                                      | Bankdrücken    | Klasse bis 44 kg        |
| Katarzyna Pawlik                                     | Schwimmen      | 50 Meter Freistil       |
| Katarzyna Pawlik                                     | Schwimmen      | 100 Meter Freistil      |
| Paulina Woźniak                                      | Schwimmen      | 100 Meter Brust         |
| Joanna Mendak                                        | Schwimmen      | 200 Meter Lagen         |
| Piotr Grudzień                                       | Tischtennis    | Einzel TT 8             |
| Alicja Fiodorow                                      | Leichtathletik | 200 m                   |
| Damian Pietrasik                                     | Schwimmen      | 100 m Rücken            |
| Tomasz Blatkiewicz                                   | Leichtathletik | Kugelstoßen             |
| Małgorzata Grzelak, Natalia Partyka, Katarzyna Pitry | Tischtennis    | Mannschaft TT 6 – TT 10 |
| Krzysztof Smorszczewski                              | Leichtathletik | Kugelstoßen             |

### Bronze
| Name                            | Sportart         | Wettkampf          |
| ------------------------------- | ---------------- | ------------------ |
| Ewa Zielińska                   | Leichtathletik   | Weitsprung         |
| Alicja Fiodorow                 | Leichtathletik   | 100 m              |
| Mirosław Pych                   | Leichtathletik   | Speerwerfen        |
| Renata Chilewska                | Leichtathletik   | Speerwerfen        |
| Renata Chilewska                | Leichtathletik   | Kugelstoßen        |
| Katarzyna Pawlik                | Leichtathletik   | 200 Meter Lagen    |
| Joanna Mendak                   | Leichtathletik   | 100 Meter Freistil |
| Krzysztof Kosikowski/Artur Korc | Radsport         | Einzelzeitfahren   |
| Grzegorz Polkowski              | Schwimmen        | 100 Meter Freistil |
| Dariusz Pender                  | Rollstuhlfechten | Florett (A)        |
| Paweł Piotrowski                | Leichtathletik   | Kugelstoßen        |
| Ryszard Rogala                  | Bankdrücken      | Klasse bis 90 kg   |
| Radosław Stańczuk               | Rollstuhlfechten | Degen (A)          |